# Изабелла Мария Португальская
Изабелла Мария Португальская (Изабелла Мария де Кансепьон Иоанна Гуальберта Анна Франсиска де Асис де Паула де Алькантара Антония Рафаэла Микаэла Габриэла Жоакина Гонзага де Браганса; 4 июля 1801, Лиссабон — 22 апреля 1876, Бенфика) — португальская инфанта, дочь короля Жуана VI и его жены Карлоты Жоакины Испанской.

## Биография
Поскольку принц Педру, который был наследником престола, провозгласил независимость Бразилии, принц Мигель находился в Вене, королева Карлота Жоакина де Бурбон была сослана в Келуш, а старшие сёстры Изабеллы (Мария Тереза и Мария Франциска) были замужем за испанскими инфантами, Изабелла Мария была 6 марта 1826 года формально назначена регентом королевства — пока недавно (на тот момент) коронованный императором Бразилии (Педру I Бразильский и будущий Педру IV Португальский) не вернётся на престол. Педру IV, однако, сразу же отрёкся от престола в пользу своей дочери Марии де Глории (которая стала Марией II Португальской), жившей в Лондоне, с условием, что она должна выйти замуж за дядю Мигеля. Изабелла Мария оставалась регентом королевства до 1828 года, когда началась гражданская война между сторонниками абсолютизма, поддерживавшими Мигеля, и либералами, поддерживавшими Марию II (так называемые Мигелистские войны), которая завершилась победой либералов и поражением и, как следствие, изгнанием Мигеля.
Изабелла Мария в 1828 году оставила государственную жизнь и обратилась к католической религии. Она умерла незамужней в монастыре в Бенфике (в то время это была не окрестность Лиссабона, а местность вблизи города Белен) 22 апреля 1876 года. Была похоронена в Королевском Пантеоне Браганса.